# Husův sbor (Vinohrady)
Husův sbor na Vinohradech je modlitebna Československé církve husitské na nároží Dykovy ulice a ulice U vodárny v Praze 10 na Vinohradech, u Bezručových sadů, poblíž Základní školy Kladské a Velvyslanectví Lotyšské republiky. Objekt byl postaven v letech 1930–1935 podle návrhu architekta Pavla Janáka v konstruktivistickém stylu. Stavitel se inspiroval evangelickými studiemi kostelů německého architekta Otty Bartninga, hlavně projektem proskleného kostela na výstavě Pressa v Kolíně nad Rýnem z roku 1928. Třídílná stavba se skládá z vlastní modlitebny, obytného domu a věže. Vnitřkem skeletové železobetonové věže bez obvodového pláště vede točité schodiště. Vrchol věže je ozdoben husitským kalichem. Obytný objekt je pětiposchoďový, má plochou střechu a hladká průčelí. Součástí komplexu je i kolumbárium, které vzniklo v roce  1938 přestavbou z divadelního sálu podle návrhu arch. Jiřího Jakuba. V roce 1947 bylo ke kolumbáriu přistavěno druhé patro.
Objekt stojí v Městské památkové zóně Vinohrady, Žižkov, Vršovice.

## Historie a charakter stavby

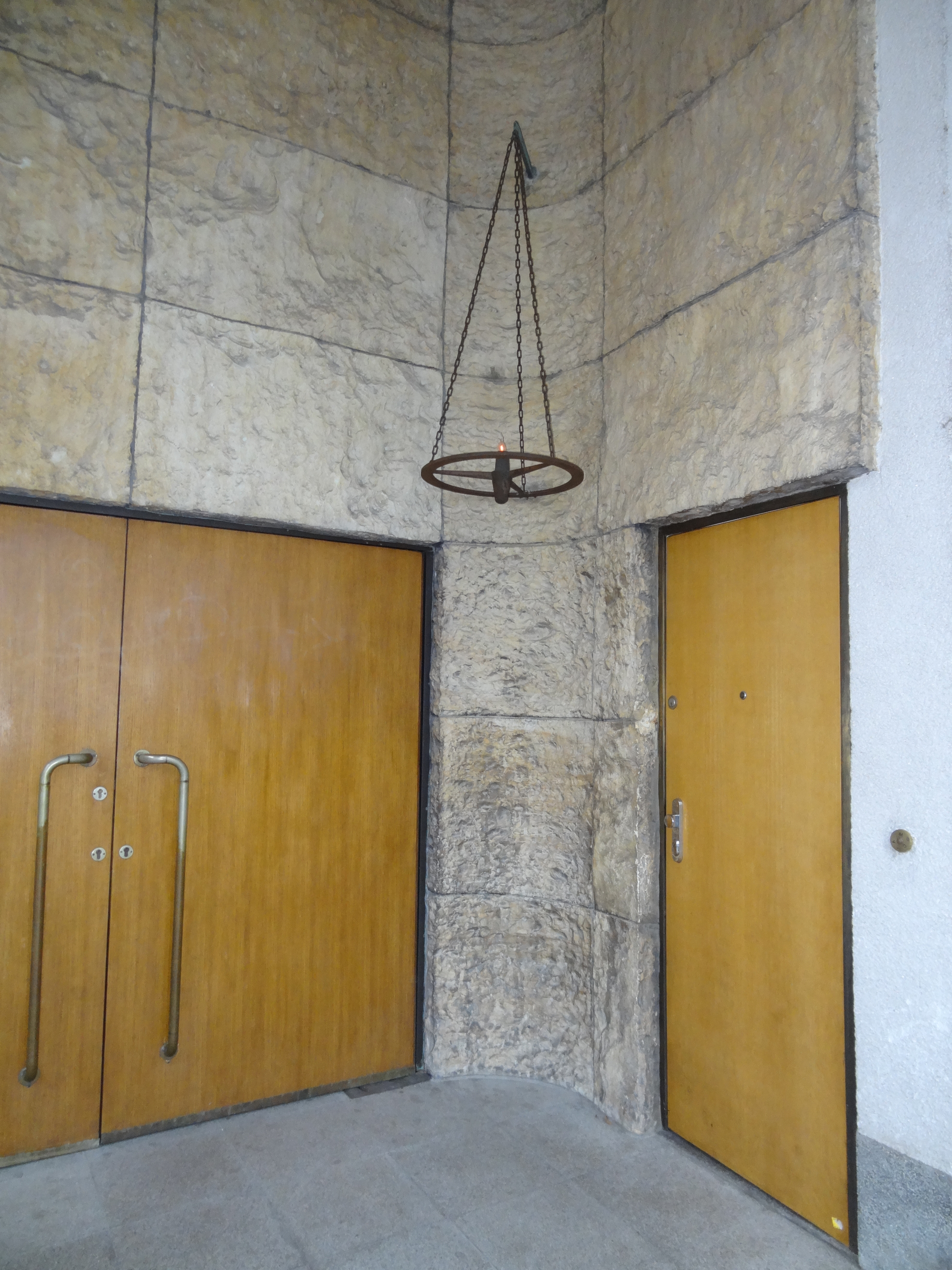
Vstup do kolumbária

Vinohradská obec CČS zakoupila v roce 1925 pro stavbu sboru parcelu v blízkosti bývalé vodárny. Ještě před tím byly vytvořeny dva ideové návrhy Husova sboru na Vinohradech arch. Hanušem Hladíkem a arch. Tomášem Šaškem. Velmi pokrokové radě starších, vedené farářem Šimšíkem, se však žádný z návrhů nezdál pro jejich záměry vyhovující, a proto zadala (bez veřejné soutěže) projekt stavby přímo arch. Pavlu Janákovi. První návrh vypracovaný arch. Janákem v roce 1929 ještě nepočítal s obytným traktem a věž (zvonice) měla kruhový půdorys. Rada starších byla s prvním návrhem plně spokojena, ale Státní regulační komise jej zamítla s tím, že samostatně stojící sbor by narušoval kontinuitu stávající uliční zástavby. Druhý návrh, předložený arch. Janákem v roce 1931, s připojeným činžovním domem a čtyřbokou šestipatrovou věží byl již bez větších změn realizován.
Symbolický základní kámen byl položen 26. října 1930, ale stavební práce započaly až o 14 měsíců později 1. července 1932. Stavbu provedla firma Bohumila Belady formou dozdívaného železobetonového skeletu a 1. října 1933 proběhlo slavnostní vysvěcení a první bohoslužba. Ze stavebního hlediska tvoří Husův sbor na Vinohradech tři provozní jednotky: modlitebna, věž (zvonice) a obytný dům, spojené v jeden funkční celek. Pod modlitebnou, ve sníženém přízemí se nacházel divadelní sál, který byl podle návrhu arch. Jiřího Jakuba přestavěn v roce 1938 na kolumbárium. Z důvodů nedostatečné kapacity bylo ke kolumbáriu v roce 1947 přistaveno další patro, jehož střecha tvoří terasu. Na terasu vedou dvě schodiště a je zde vchod do předsíně modlitebny. Při návrhu modlitebny použil arch. Janák tři netradiční nápady, kterými jsou:
- Příčná dispozice modlitebny, myšlenka, kterou autor převzal od svých předchůdců – architektů Otto Wagnera a Josipa Plečnika.
- Sál připomínající amfiteátr se svažuje se směrem k mírně vyvýšenému presbyteriu, což umožňuje dobře vidět na kazatele z kteréhokoli místa v síni.
- Horní „shedové“ osvětlení, používané hlavně v industriální architektuře.

Pětipatrový obytný dvojdům s kancelářemi farního úřadu a nájemními byty má ve stylu funkcionalismu hladká průčelí, vodorovně koncipovaná okna, prosklené plochy schodišť a rovnou střechu.
Nejvýraznějším prvkem celého komplexu je bezesporu 34,5 m vysoká šestipatrová věž zbudovaná v konstruktivistickém slohu. Původně byla zamýšlena jako zvonice, kdy v každém z posledních tří pater měl být umístěn jeden zvon. Tvoří ji čtyři nárožní pilíře bez vnitřní výplně a zděný přízemek, kde měl být umístěn památník padlým z 1. světové války. Pro nedostatek finančních prostředků však tento záměr nebyl realizován. Do poloviny věže vede vnitřkem točité litinové schodiště, další patra jsou přístupná pouze po speciálně upravených žebřících. Na vrcholu věže je umístěn 2,35 m vysoký měděný kalich, vážící 700 kg. Věž se stala dominantou okolní zástavby upozorňující na existenci kostela husitské církve v této lokalitě.

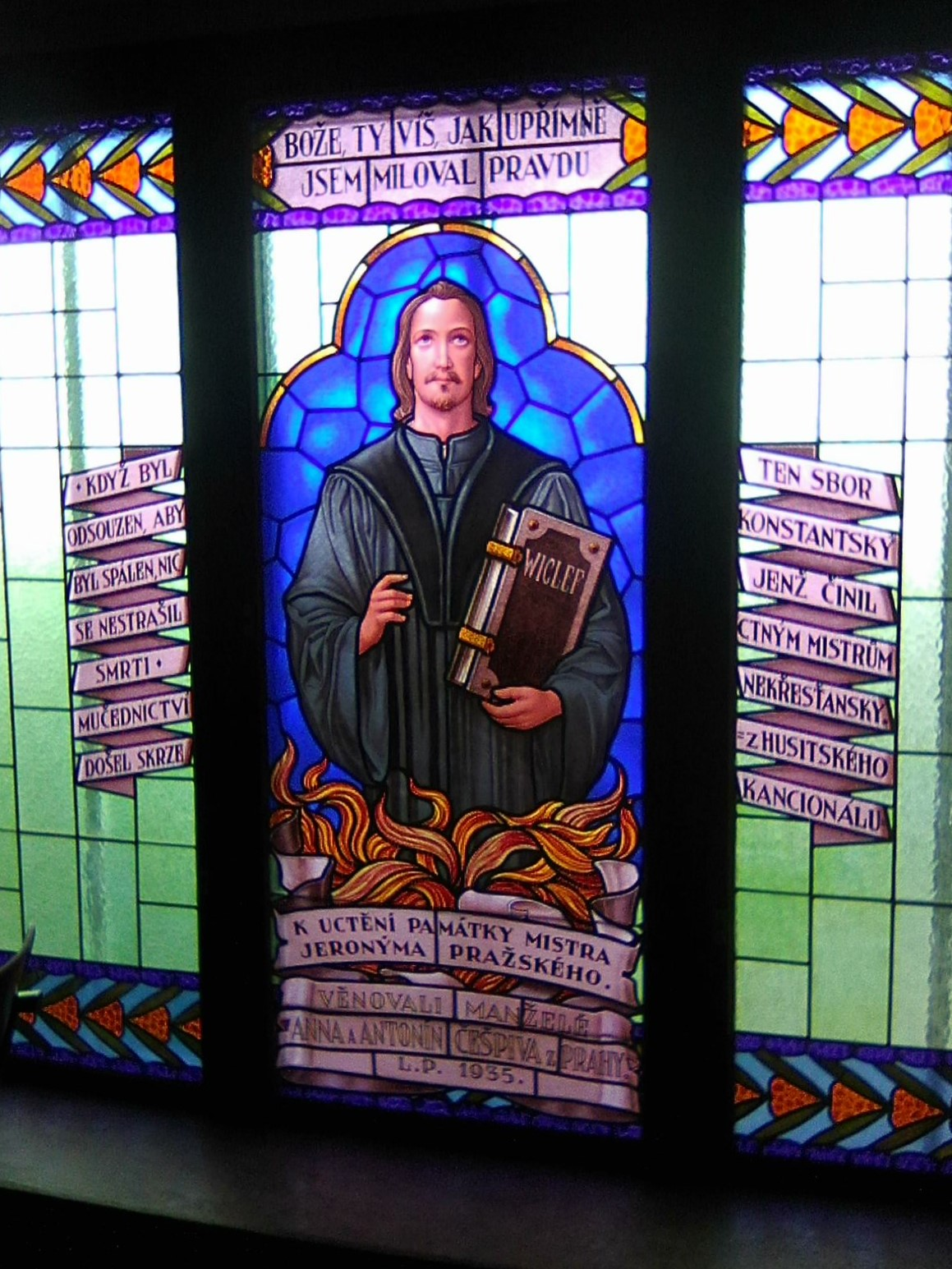
Jeroným Pražský (1935)

Od roku 1964 je objekt Husova sboru zapsán v seznamu kulturních památek České republiky. Poslední rekonstrukční práce probíhaly po etapách od roku 1999 do roku 2006 podle projektu architektonického atelieru MCA. V roce 2011 byly do věže umístěny tři nové zvony, a tak byl naplněn původní záměr autora projektu.

## Vnitřní výzdoba
Vnitřní umělecká výzdoba prostor kostela je dílem sochaře Jana Znoje a tvoří ji 2,60 m vysoká plastika Ježíše Krista v čele kněžiště. Po stranách jsou reliéfy starozákonních proroků Mojžíše, Ámose, Izajáše a Jeremjáše, ve druhé skupině jsou Cyril s Metodějem, Jan Hus, Jan Amos Komenský a první patriarcha ČCS(H) Karel Farský. Reliéfy jsou vyrobeny z kolorované pálené hlíny a svým naturalistickým pojetím vystihují charakter husitské víry. Obě stěny s plastikami jsou dotvořeny citáty zobrazených postav křesťanské víry. V předsálí byly (do května 2022) tři sádrové reliéfy a jedna soška Jana Blahoslava, dílo sochaře Františka Bílka. Schodiště kolumbária zdobí Poslední soud od akademického sochaře Jaroslava Horejce. V kolumbáriu je na stěně umístěna freska Cesta ke světlu, znázorňující převoz očištěných duší přes moře zapomnění, od ak. malíře Františka Jakuba, otce architekta Jiřího Jakuba. Unikátem kostela jsou starobylé pětimanuálobé píšťalové varhany od firmy „Bratří Riegrové z Krnova“, které byly opraveny v roce 1987.

## Rozhlasové studio

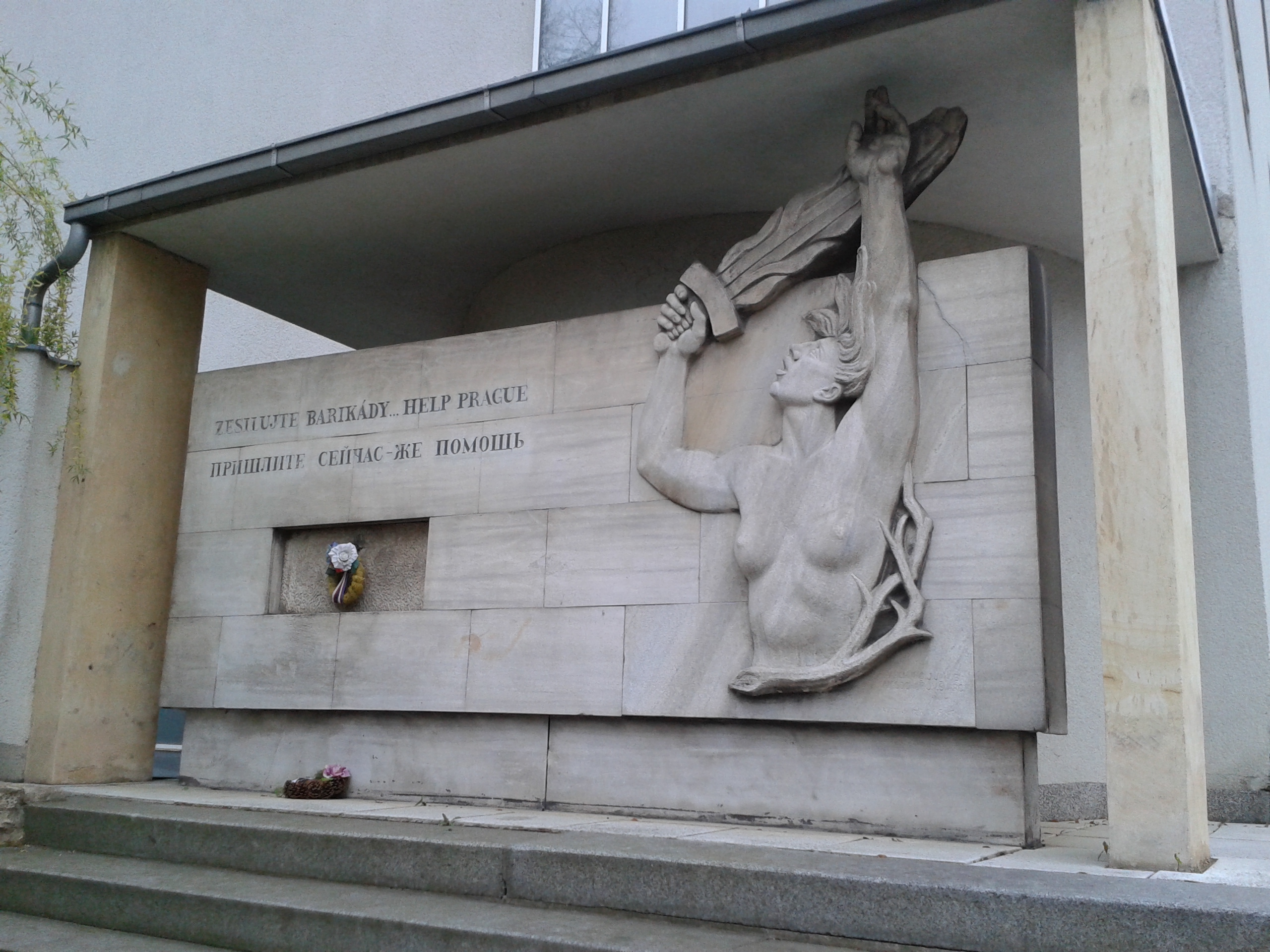

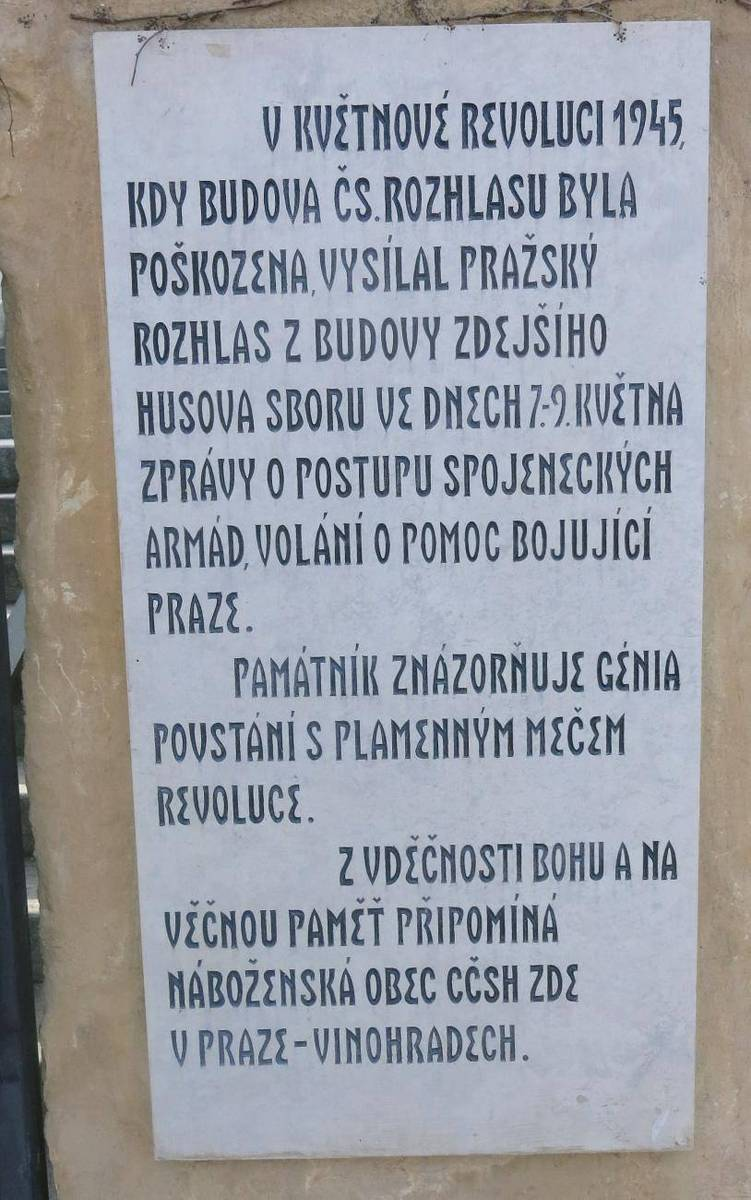

Během Pražského povstání v roce 1945 fungovalo v objektu Husova sboru náhradní rozhlasové studio, které ve dnech 7.– 9. května vysílalo zprávy a volání o pomoc povstání. Potřebná aparatura byla na místě zanechána v dubnu 1945 po vysílání varhanního koncertu, další technika se z českého rozhlasu převezla tajně v noci 6. května 1945. Akci zorganizovali rozhlasový technik Verner a hlasatel Zdeněk Mančal s pomoci faráře Arnošta Šimšíka.
Když byla během bojů o Český rozhlas budova rozhlasu zasažena bombou, přesunulo se vysílání do objektu Husova sboru. Květnové události roku 1945 připomíná památník a pamětní deska na severní stěně stavby.

## Činnost sboru
Kromě pravidelných bohoslužeb (včetně studentských) se v kostele konají koncerty, výstavy a přednášky. Je zde provozován Klub otevřených dveří s jazykovými kurzy, probíhá náboženská výchova dětí a mládeže, biblické hodiny pro dospělé a různé charitativní akce, např. sběr šatstva pro diakonii aj.